# Software in the Public Interest
Software in the Public Interest, Inc. (Programari per l'Interès Públic) o SPI és una organització sense ànim de lucre constituïda per ajudar a projectes i organitzacions a desenvolupar i distribuir programari i maquinari lliures. El seu objectiu inicial va ser donar cobertura legal al projecte Debian, després de la fi del patrocini de la Free Software Foundation, encara que actualment estén aquesta cobertura a diversos projectes de programari lliure. La SPI recomana als programadors a fer servir la llicència GNU/GPL i altres llicències lliures.
Es va crear com a organització sense ànim de lucre el 16 de juny de 1997 a l'estat de Nova York (EUA) i el 1999 va obtenir la qualificació legal de l'administració nord-americana d'una organització 501 (c) (3), amb la qual totes les donacions fetes als projectes recolzats per SPI són deduïbles d'impostos per al donant.

## Projectes
- Debian
- LibreOffice
- GNUstep
- OFTC
- PostgreSQL
- GNU TeXmacs
- wxWidgets
- Drupal
- Open Voting Foundation
- freedesktop.org
- Gallery